# Tumačenje snova
Tumačenje snova je objašnjenje značenja i traženje logičnog smisla u snovima. Ova praksa je veoma stara i spominje se u Starom zavjetu, gdje Josip tumači faraonove snove (sedam debelih i sedam mršavih krava). Prorok Danijel je imao dar tumačenja snova za koje on tvrdi da "Bog s neba okriva svoje tajne".

### Nadnaravna interpretacija
Oneiromancija je umjetnost predskazivanja kroz slike u snovima.

### Psihodinamično tumačenje snova (Freud)
Ovu metodu tumačenja snova stvorio je Sigmund Freud. Glavna značajka Freudovog tumačenja nesvjesnih materjala (snova) sastoji se od njihove redukcije na neke od osnovnih nagona, s time da u pozadini svega kao glavni psihodinamički pokretač leži nagon seksualnosti. 
Prema Freudu sanjanje ima tri funkcije; omogućava ispunjenje želja i zadovoljenje žudnji, snovi pružaju sigurnosni ventil preko kojih se osoba oslobađa nesvjesne napetosti u prerušenom obliku i snovi predstavljaju stražare spavanja. Zahvaljujući snovima, napetost se otpušta, osoba spava bez prekida i bez pojave anksioznosti.
Njegov učenik Alfred Adler je prihvatio takvu reduktivnu metodologiju tumačenja s razlikom što je za njega najvažniji psihodinamički pokretač bio nagon volje za moći. Psihoterapija bazirana na reduktivnoj metodologiji pokazala je uspjeh u liječenju onih neuroza koje su doista bile bazirane na seksualnim devijacijama ili na pretjeranoj volji za moć. Ali se pokazala krajnje neučinkovitom u slučajevima neuroza baziranim na stanjima životnog besmisla kod inteligentnijih ljudi.

### Arhetipsko tumačenje snova (Jung)
Ovu metodu tumačenja snova stvorio je Carl Gustav Jung. Jungova metodologija (konstruktivna metoda) se uvelike razlikuje od Freudove, ona je također psihodinamička metoda ali nesvjesne materijale ne reducira na njihove osnovne nagone, već protok nesvjesnog dovodi do opće razumljivosti s obzirom na njegov cilj. Ovaj cilj u analitičkoj psihologiji je izražen kroz proces individuacije

### Islamsko tumačenje snova
U islamu, snovi su posebno stanje, koje je povezano s duhovnim svijetom, a ono što se u njima događa, na neki način je povezano s fizičkom percepcijom osobe koja je sanjala san. Kroz islamski sanovnik  Arhivirana inačica izvorne stranice od 15. listopada 2017. (Wayback Machine) možemo pronaći tumačenja snova u islamu.  